# もう子守歌はいらない
『もう子守歌はいらない』（もうこもりうたはいらない、Blind Spot）は、1993年のアメリカ合衆国のドラマテレビ映画。ジョアン・ウッドワード、ローラ・リニー出演。

## ストーリー
下院議員のネル・ハリントンは、妊娠中の娘フィービー・ライアンとその夫でアシスタントのチャーリーたちと、自身がスピーチを行うパーティ会場に来ていた。スピーチが終了し、フィービーがチャーリーと一緒に帰るのを見届ける。
帰宅したネルが夫のサイモンと話しているとき、チャーリーの運転する車が交通事故を起こし、彼とフィービーが病院に搬送されたと連絡が来る。2人が急いで病院に駆けつけると、フィービーは命に別状はなかったが、チャーリーは重体だった。そこにいた警察のグロディ警部補から、チャーリーがコカインを常用していた疑いがあると知らされる。直後外科医からチャーリーの死亡が宣告され、ネルたちが病室に入ると、フィービーは彼の死を悟り取り乱す。記者会見でネルは、チャーリーがコカインを常用していたことを発表すると、記者からフィービーがコカインを常用していた可能性を問われ、検査結果を示してそれを否定する。会見終了後、病室でフィービーにチャーリーのコカイン常用について聞くと、彼女はチャーリーがいつもコカインを使っているのを見たと話し、何回も辞めさせようとしたという。フィービーの体調が回復したため退院することになるが、ネルとサイモンは彼女を1
人にするわけにはいかないと、3人でしばらくの間田舎で暮らすことにした。しかし夫を失ったことがストレスとなり、フィービーもコカインを使うようになっていた。そして予定よりも1ヶ月も早く陣痛が始まり、赤ちゃんはとても小さかったが出産は無事に終わった。
早産したことを疑問に思ったネルは、産婦人科医のマーゴット・シャボノー医師に原因を聞くと、麻薬の使用が疑われると言われる。そのことをフィービーに問い詰めると、前に使ってから3年は耐えていたが、チャーリーが亡くなったショックで再び使い始めたと告白される。翌日ネルが病院を訪れると、フィービーが赤ちゃんを置いてどこかに行ってしまったと知らされ、彼女の代わりに赤ちゃんを引き取ることを決め、サイモンと一緒にワシントンの自宅に連れて帰る。その後事務所のアシスタントのジョエルから、フィービーの目撃情報を受けてクラブに向かい、ごねる彼女を説得して家に連れ戻す。そしてネルは、フィービーに麻薬を断ち切らせるために、ドラッグ中毒の妊婦を引き受けるファミリーハウスに、彼女をしばらくの間入れることにした。

## キャスト
| 役名                         | 俳優                         | 日本語吹替   |
| ---------------------------- | ---------------------------- | ------------ |
| ネル・ハリントン             | ジョアン・ウッドワード       | 奈良岡朋子   |
| フィービー・ライアン         | ローラ・リニー               | 戸田恵子     |
| サイモン・ハリントン         | フリッツ・ウィーヴァー       | 久米明       |
| チャーリー・ライアン         | リード・ダイアモンド         | 江原正士     |
| ラモーナ                     | カリーナ・アロヤヴ           | ならはしみき |
| ルシンダ                     | パティ・ダーバンヴィル       | さとうあい   |
| オールデン・ライス           | エドマンド・ ジェネスト      | 有本欽隆     |
| ドリーン                     | アリソン・ジャネイ           | 安達忍       |
| ジェリー・バーベット         | マーク・ジョイ               | 掛川裕彦     |
| グロディ                     | ブルース・カークパトリック   | 掛川裕彦     |
| ホリー・エバンス             | シンシア・マーテルズ         | 此島愛子     |
| 外科医                       | ラリー・ジョン・マイヤーズ   | 有本欽隆     |
| トリー                       | リンダ・パウエル             | 田中敦子     |
| フランク                     | デヴィッド・ソーントン       | 梅津秀行     |
| ジョエル                     | サム・チューリッチ           | 星野充昭     |
| アダム                       | マーク・アンソニー・ウェイド | 大塚明夫     |
| ドナ                         | シャロン・ワシントン         | 伊倉一寿     |
| ミツコ                       | ミン・ナ                     |              |
| マーゴット・シャーボノー医師 | パティ・ヤスタケ             | 佐々木優子   |

## スタッフ
- 監督：マイケル・トシユキ・ウノ（英語版）
- 脚本：ニーナ・シェンゴールド
- 製作：アンドリュー・ゴットリーブ
- 製作総指揮：ロバート・ハルミ・Jr、リチャード・ウェルシュ
- 撮影監督：デヴィッド・ゲッデス,C.S.C.
- プロダクションデザイナー：トーマス・A・ウォルシュ
- 編集：ピーター・C・フランク,A.C.E.
- 衣裳デザイン：ホープ・ハナフィン
- 音楽：パトリック・ウィリアムズ
- 吹替翻訳：宇津木道子
- 吹替演出：山田悦司